# Кресса (Крёз)
Кресса́ (фр. Cressat, окс. Cressac) — коммуна во Франции, находится в регионе Лимузен. Департамент коммуны — Крёз. Входит в состав кантона Аэн. Округ коммуны — Гере.
Код INSEE коммуны — 23068.

## Население
Население коммуны на 2010 год составляло 570 человек.
| 1962 | 1968 | 1975 | 1982 | 1990 | 1999 | 2010 |
| ---- | ---- | ---- | ---- | ---- | ---- | ---- |
| 882  | 765  | 702  | 647  | 552  | 524  | 570  |

## Экономика
В 2010 году среди 331 человека трудоспособного возраста (15—64 лет) 241 были экономически активными, 90 — неактивными (показатель активности — 72,8 %, в 1999 году было 69,0 %). Из 241 активных жителей работали 217 человек (114 мужчин и 103 женщины), безработных было 24 (17 мужчин и 7 женщин). Среди 90 неактивных 16 человек были учениками или студентами, 43 — пенсионерами, 31 были неактивными по другим причинам.